# クィントゥス・セルウィリウス・カエピオ (紀元前106年の執政官)
クィントゥス・セルウィリウス・カエピオ（ラテン語: Quintus Servilius Caepio, 生没年不詳）は、紀元前2世紀の共和政ローマの政務官。息子と区別して大カエピオとも。

## 出自
パトリキとして古くから執政官を輩出してきたセルウィリウス氏族の出身で、マルクス・ポルキウス・カト・ウティケンシス（小カト）の義父として知られる同名の息子小カエピオの父であり、カエサルを暗殺したマルクス・ユニウス・ブルトゥスの曾祖父、その母セルウィリア・カエピオニスの祖父にあたる。
彼はカエキリウス・メテッルス家の派閥に属していたと考えられ、妻の名前は不明だが、クィントゥス・カエキリウス・メテッルス・マケドニクスの3人の娘のうちの1人と結婚していたと考える歴史家もいる。

## 略歴
紀元前129年、トリブヌス・ミリトゥムとしてアシアへ向かう執政官マニウス・アクィッリウスに従った。アクィッリウスは紀元前126年に帰国し凱旋式を挙行しており、それまで彼の下にいたようである。
紀元前109年、プラエトルに選出され、ヒスパニア・ウルテリオルを担当した。ルシタニア相手に勝利したことが記録されている。紀元前107年までプロコンスルとしてその地に留まり、帰国後凱旋式を挙行している。
紀元前106年に執政官に当選、セルウィリウス審判人法（Lex Servilia iudiciaria）を提案した。内容については、グラックス兄弟の審判人法によって定められた審判人を、元老院議員のみ、もしくは議員とエクィテスの混合にしたとされる。任期後の翌紀元前105年にプロコンスルとしてガリア・キサルピナに赴任した。しかしその年民衆による投票によってインペリウムを剥奪された（Prebiscitum de imperio Q. Servilius Caepioni abrogando）。これはルキウス・タルクィニウス・スペルブス以来初のことであった。

## アラウシオの戦い
将軍としての才能があったカエピオだが、トロサでの略奪と戦利品の行方によって不名誉な記憶が残ってしまった。
セーヌ川流域に留まっていたキンブリ族は、紀元前106年頃移動を開始した。執政官だったカエピオは、ガリアの地でウォルカエ族を攻撃し、トロサの黄金を手に入れている。
キンブリ族はローヌ川の東側を移動して、紀元前105年の執政官、グナエウス・マッリウス・マクシムスが4万人の軍と共に駐屯していたアラウシオへ向かった。ウォルカエ族を破ったカエピオは、プロコンスルとしてほぼ同数の軍を率いて北上し、ローヌ川の西側に来ていた。マッリウスはローヌより東側のガリア・ナルボネンシス担当で、ここで主導権争いが起った。マッリウスは自身の担当地区にカエピオを呼び寄せることで、自分のインペリウムを優先させようとし、カエピオはウォルカエ族に対する自身のインペリウムを主張して協力を拒んでいた。結局カエピオが折れてローヌ川を渡ったものの、そこでアラウシオの戦いが起り、ローマ軍は大敗した。
敗残兵はネマウススを経てマッシリアまで逃げ帰ったのだろうが、多くの兵士が死亡したと考えられる。オロシウスは自身が参照した史料を元にカンナエの戦いよりも多い8万人の戦死者が出たとしているが、その信憑性には疑いがあり、現在の推定では2万のローマ軍団と恐らくそれ以上のアラエや、およそ5万という説がある。